# 福島交通川俣出張所
福島交通福島支社川俣出張所（ふくしまこうつうかわまたしゅっちょうしょ）とは、福島県伊達郡川俣町飯坂に設置されている福島交通福島支社配下の車庫である。川俣町・福島市・飯舘村・南相馬市・伊達市地区の路線バスを担当している。

## 沿革
- 1974年（昭和49年）12月9日 - 現社屋新築。
- 2005年（平成17年）3月23日 - 回数券・定期券の発売を廃止。同業務はJRバス東北川俣車庫に委託。
- 2010年（平成22年）11月1日 - 乗車券類の発売取り扱いを再開。JRバス東北川俣車庫での同業務は福島交通の取り扱いとなる[1]。

## 現行路線

### 川俣・原町線
- 原町駅前[2] - 本町 - 小川町 - 北長野 - 大原 - 坂下 - 八木沢 - 草野車庫前 - 飯舘農協前 - いこいの家 - 臼石 - 水境 - 川俣高校前 - 川俣営業所 - 川俣中島 - 川俣役場前 - 京田（きょうでん）[3]

現在京田発着の路線は、かつて川俣役場前が発着地であった。2011年7月1日より、運休中。

### 川俣・掛田線
- 京田 - 川俣役場前 - 川俣中島 -川俣営業所 - 頭陀寺前 - 小島支所 - 城下町 - 月舘総合支所 - 久保の内 - 月舘入口 - 霊山総合支所 - 掛田駅前

2017年4月1日より、後述の「月舘経由川俣線」と共に、川俣営業所バス停を経由するようになった

### 月舘経由川俣線
- 京田 - 川俣役場前 - 川俣中島 - 川俣営業所 - 頭陀寺前 - 小島支所 - 城下町 - 月舘総合支所 - 久保の内 - 月舘入口 - 下小国 - 大波出張所 - 水戸内 - お春地蔵 - 文知摺 - 岡部 - 日赤前 - 競馬場前 - 市役所入口 - 舟場町 - 福島駅東口

かつては川俣地区と福島駅を結ぶ路線として、
1. 川俣高校前 - 飯野町 - 下川崎 - 福島駅東口
2. 川俣高校前 - 十二社 - 福島駅東口（JRバス東北と共同運行）
3. 川俣高校前 - 飯野町 - 柴切田 - 福島駅東口
4. 川俣高校前 - 飯野町 - 立子山 - 福島駅東口

の各路線があったが、1.は下川崎 - 福島駅間に短縮の後廃止。2.は現在JRバスのみの単独運行（福交便は撤退）に。3.は飯野町 - 福島駅間に短縮の後廃止。4.は下記の医大・立子山経由飯野線：飯野町 - 福島駅間に短縮された。

### 医大・立子山経由飯野線
- 飯野町 - 青木広表 - 浜井場 - 立子山東西 - 春田 - 医大病院 - 蓬莱学習センター - 桜台入口 - 伏拝 - 信夫橋 - 福島駅東口
  - 川俣高校前 - 飯野町間は2006年（平成18年）9月末に廃止となった。

## 休廃止路線

### 福沢循環線
- 川俣町役場 - 済生会病院前 - 柏葉 - 下戸内 - 植松 - 空田 - 阿弥陀茶屋 - 古菖蒲坂 - 福沢 - 宮下 - 済生会病院 - 川俣町役場
  - 宮下先回り、祭田先回りの両方向運行
  - 2008年4月に川俣町役場（川俣役場前とは異なる）まで路線が延長された。それまでは、富田幼稚園前（現在でも経由する）が起終点であった。
  - 済生会病院前バス停は京田バス停と同位置にある。
  - 2009年10月のダイヤ改正で運行が休止となった。

### 川俣・飯樋線
- 大久保 - 飯樋 - 中下 - 臼石 - 水境 - 川俣高校前 - 川俣営業所 - 川俣中島 - 川俣役場前 - 京田
  - 2010年4月1日のダイヤ改正で廃止。飯舘村の区間は、コミュニティバスが運行される。

### 針道経由飯野線
- 飯野町 - 一里塚 - 塩の沢 - 坂の下 - 木幡支所 - 競石 - 針道
- 塩の沢 → 坂の下 → 木幡支所 → 競石 → 針道 → 境木 → 大綱木公民館 → 鉄砲町 → 川俣中島 → 川俣営業所 → 川俣高校前
  - 2010年4月のダイヤ改正で廃止。

### 糠田経由新助待線
- 川俣高校前 - 川俣営業所 - 川俣中島 - 川俣役場前 - 川俣警察署 - 八幡丁 - 金石 - 糠田 - 舘の腰 - 月舘総合支所 - 西原 - 赤井堂 - 新助待
  - 2010年10月1日のダイヤ改正で廃止。かつては、新助待の先、飯舘村前田が終点だった。

### 大綱木経由針道線
- 針道 - 針道上町 - 五反田 - 諏訪神社前 - 笹田 - 境木 - 不動坂 - 前平 - 大綱木公民館 - 天神下 - 仁井町 - 鉄砲町 - 瓦町 - 川俣中島 - 川俣営業所 - 川俣高校前[6]
  - 2010年4月1日に二本松市東和地区路線バスがコミュニティバスに再編され、同地区を結ぶ既存バス路線が多数廃止されたが、当路線は高校生の通学需要があることからそのまま残されていた[7]。2019年10月1日、後述の「大綱木・京田経由針道線」と共に廃止された[8]

### 大綱木・京田経由針道線
- 針道 - 針道上町 - 五反田 - 諏訪神社前 - 笹田 - 境木 - 不動坂 - 前平 - 大綱木公民館 - 天神下 - 仁井町 - 京田 - 川俣役場前 - 鉄砲町 - 瓦町 - 川俣中島 - 川俣営業所 - 川俣高校前[9]。
  - 上記「大綱木経由針道線」と共に2019年10月1日に廃止された[8]

## 川俣出張所附近の施設など
- バス停「川俣営業所」（川俣出張所最寄り）
  - 福島支社配下の出張所に格下げ後もバス停名は川俣営業所のままとなっている。同停留所にはJRバス東北福浪線も福交川俣営業所の名で停車する。なお、他の川俣町内のバス停と異なり、JRバスも福島交通のバスポールを使用している。
- 福島県道12号原町川俣線
- 国道349号
- ジェイアールバス東北川俣車庫
- セブン-イレブン川俣八反田店
- 福島県立川俣高等学校
- 日ピス福島製造所
- 広瀬川 (福島県)
- 川俣町中心街（車庫から西へ約1〜1.5km）

## 参考資料
- 福島交通時刻表伊達市・川俣管内
- 福島交通時刻表川俣・相馬管内
- 運賃表（販売用）
- バス路線案内県北版
  - いずれも2014年4月現在
- 福島交通時刻表伊達市・川俣管内
- 福島交通時刻表川俣・相馬管内
- バス路線案内県北版
  - いずれも2017年4月現在

座標: 北緯37度39分58.5秒 東経140度36分50.3秒 / 北緯37.666250度 東経140.613972度